# Maoam

Logo der Marke, 2022

Maoam (gesprochen „Mao-am“) ist eine Marke des Süßwarenherstellers Haribo. Unter dem Kunstwort werden Fruchtkaubonbons in verschiedenen Geschmacksrichtungen vertrieben. Üblicherweise werden fünf Stück einer Sorte zu einem Päckchen zusammengepackt und mehrere dieser Päckchen verschiedener Geschmacksrichtungen als Stange verpackt und verkauft. Darüber hinaus gibt es auch Großpackungen.

## Geschichte

Historisches Ambigramm-Logo Maoam, 1931.

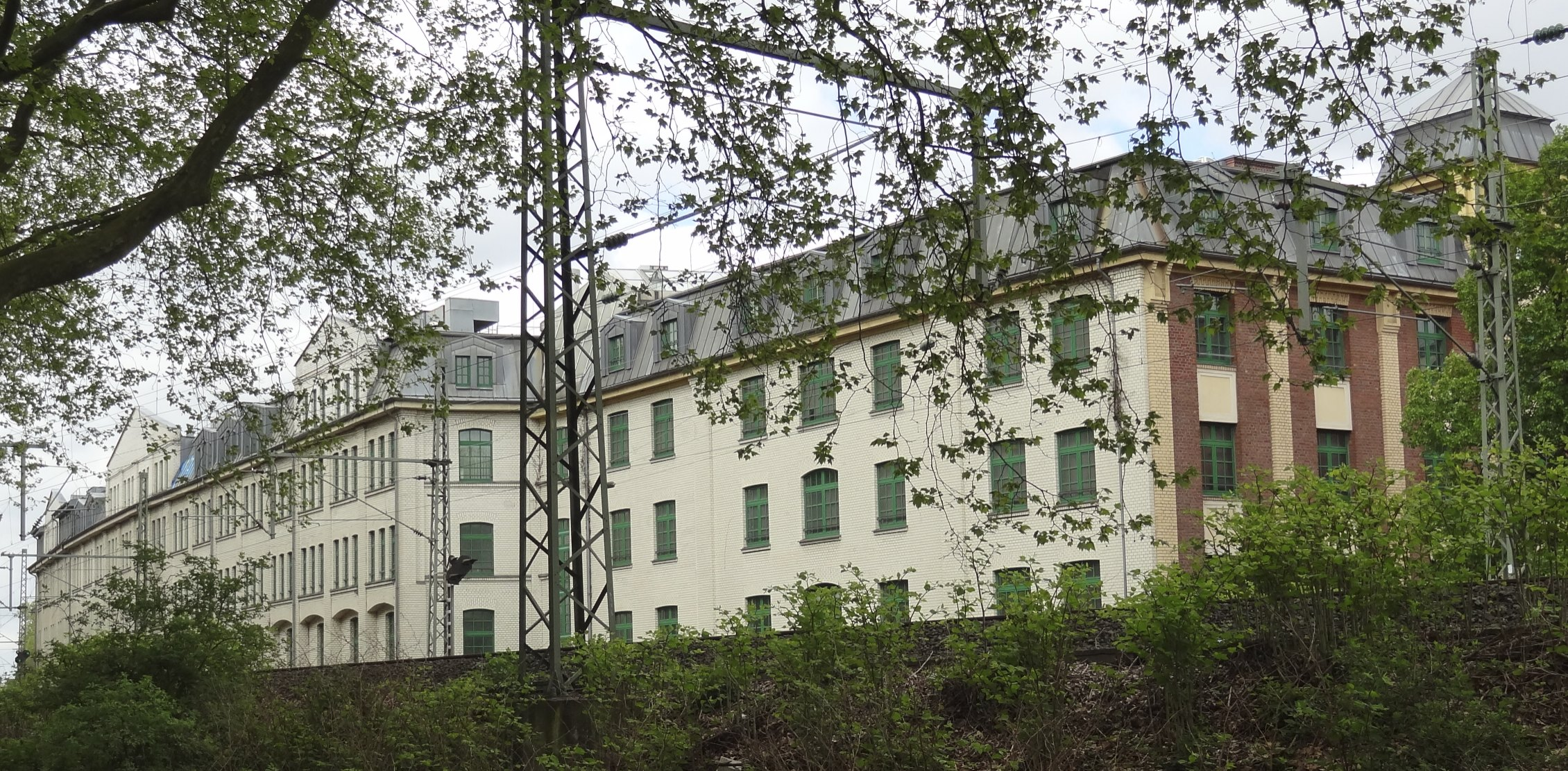
Ehemalige Kaubonbonfabrik in der Düsseldorfer Hildebrandtstraße

Edmund Münster übernahm im Jahre 1900 das „Düsseldorfer Lakritzenwerk“. Bis in die 1930er Jahre standen Lakritze-Produkte im Vordergrund; 1930/31 übernahm Münster aus dem Ausland die Lizenz für die Produktion eines fruchtigen Kaubonbons mit dem Namen „MAOAM“. Bei diesem Namen handelt es sich um einen Kunstnamen. Im August 1930 beantragte er beim Amtsgericht Düsseldorf den „Musterschutz für das Erzeugnis Maoam, Kaubonbon ohne Gummi, aus Zucker, Syrup und anderen Zutaten“. Der Schutz umfasst den Namen MAOAM, das Produkt, die Verpackung und jedwede Nachahmung aus Lakritz, Kakao, Zucker- oder Backwaren.
Ostern 1931 bot Edmund Münster seinen Kunden erstmals Maoam an. Die Bonbons waren in Wachspapier eingepackt. Schon zu dieser Zeit gab es das typische Maoam-Logo, das bis heute in nur wenig veränderter Form verwendet wird. Sehr schnell fanden sich Nachahmer dieses Kaubonbons, was auf den Erfolg des Produktes zurückzuführen war. Nach dem Krieg startete Münster wieder mit der Kaubonbon-Produktion. 1986 erwarb der Bonner Süßwaren-Produzent Haribo das mittlerweile in Neuss ansässige Unternehmen und damit auch die Markenrechte.
Die Produktionsstätte befand sich von 1930 bis 1982 in der Hildebrandtstraße im Düsseldorfer Stadtteil Friedrichstadt und wurde danach in das ehemalige Novesia-Werk auf der Jülicher Landstraße in Neuss verlagert.

## Werbung für das Produkt

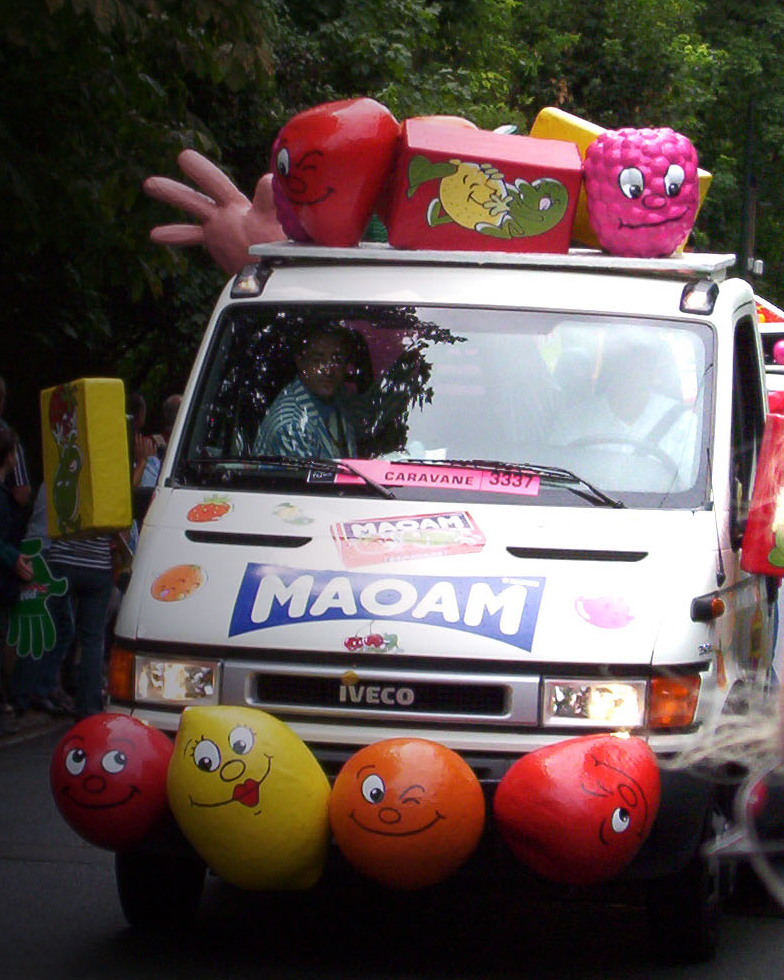
Maoam Marketing Caravane, 2003.

Weithin bekannt und lange in der Maoam-Werbung verwendet wurde der Slogan „Was wollt ihr denn?!“. In den Werbespots wurde jeweils eine größere Menschenmenge befragt, was sie als Nächstes wolle, z. B. die Zuschauer bei einem Fußballspiel oder das Publikum bei einer großen Fernsehsendung. Der Menge werden stets zwei Möglichkeiten angeboten (z. B. „Wollt ihr Verlängerung?“ – „Wollt ihr Elfmeterschießen?“). Nachdem die Menge beide mit lautstarkem „Nein!“ abgelehnt hat, folgt die Frage: „Was wollt ihr denn?“, auf die die Menge mit ebenso lautstarken „Maoam, Maoam,…“-Sprechchören antwortet. Bei diesen Spots wirkte auch der Fußball-Schiedsrichter Walter Eschweiler mit.
Der ehemalige Volleyball-Bundesligist VC Eintracht Mendig änderte im Rahmen eines Sport-Sponsoring-Vertrags von 2003 bis 2005 seinen Namen in MAOAM Mendig.